# Mühlleithen (Klingenthal)
Mühlleithen (vogtländisch Miehleith) ist ein Ortsteil von Klingenthal im Vogtland. Der Ort mit seinem Ortsteil Winselburg wurde am 1. Januar 1992 nach Klingenthal eingemeindet und bildet seitdem einen Ortsteil im Sinne einer Ortschaft. Weiterhin bildet Mühlleithen eine Gemarkung von Klingenthal.

## Geografie und Name

### Lage und Name
Mühlleithen liegt in 830–870 Metern Höhe zwischen dem Kiel (946 Meter) und dem Aschberg. Der Ort liegt im Südosten des sächsischen Teils des historischen Vogtlands, gehört aber bezüglich des Naturraums zum Westerzgebirge. Durch Mühlleithen verläuft die Bundesstraße 283 zwischen Tannenbergsthal und Klingenthal unweit der tschechischen Grenze sowie etwa 30 Kilometer südlich von Zwickau. Der Name Mühlleithens enthält das Grundwort -lithe vom mittelhochdeutschen Wort lite in der Bedeutung von Hang und Halde. Dieser Wortteil wird im Zusammenhang mit einem Flurnamen gesehen. Der Gemeindeteil Winselburg liegt nordwestlich von Mühlleithen. Mühlleithen und Winselburg gehören zum Naturpark Erzgebirge/Vogtland.

### Nachbarorte
| Tannenbergsthal | Gottesberg                                  |              |
| Schneckenstein  | Kompassrose, die auf Nachbargemeinden zeigt | Sachsengrund |
|                 | Sachsenberg-Georgenthal mit Steindöbra      |              |

## Geschichte
Anlagen, die zur Zinngrube in dem nördlich von Mühlleithen liegenden Ort Gottesberg gehörten, werden als Ausgang für die Entstehung Mühlleithens gehalten. 1579 verkaufte der dem in Westsachsen in einer Reihe von Adelssitzen herrschenden Adelsgeschlecht Planitz angehörende Hans Georg Edler von der Planitz diese Zinngrube und umliegende Wälder an den sächsischen Kurfürsten August. Im Ortsteil Winselburg wurde ebenfalls Bergbau betrieben. Um 1823 ist hier die „Fundgrube Neubeschert Glück“ belegt.
Eine Rast- und Ausspannstätte für Fuhrleute, genannt Buschhaus, erfährt im Jahr 1790 Erwähnung. Das Buschhaus war bis 1990 HO-Sporthotel. Das Gebäude wurde 1853 erbaut. Das zuletzt leerstehende Gebäude wurde Ende Oktober 2018 abgerissen. Zu einer ersten Ansiedlung im Bereich des heutigen Mühlleithen kam es im Jahr 1787. Dabei wurden die ersten Häuser am sogenannten Berg gebaut, an dem ein Bierweg verlief. Fuhrleute mit Wagen und Schlitten konnten dort den Erzgebirgskamm überwinden. Im Gegensatz zu den anderen Klingenthaler Ortsteilen, die dem Amt Voigtsberg unterstanden, gehörten Mühlleithen und Winselburg bis ins 19. Jahrhundert als südöstlichster Punkt zum kursächsischen bzw. königlich-sächsischen Amt Plauen. Die Grundherrschaft über beide Orte lag beim Rittergut Falkenstein.
Im 1837 erschienenen Neuen Alphabetischen Orts-Verzeichnis des Königreichs Sachsen wird Mühlleithen zwar aufgeführt, in den Spalten für die Zahl der Wohngebäude und Einwohner stehen aber keine Angaben. 1838 gab es in Mühlleithen eine Schule. Das Kirchlich-statistische Handbuch für das Königreich Sachsen bezeichnet sie als Nebenschule. Albert Schiffner nennt 1839 Mühlleithen ein „Örtchen mit Gemeinderecht“. 75 Einwohner in 12 Wohngebäuden finden sich bei der Volkszählung am 1. Dezember 1843. Im Verzeichniß der gesammten Ortschaften des Königreichs Sachsen von 1857 findet sich Mühlleithen zusammen mit Brunndöbra mit 79 Bewohnern in 13 Wohngebäuden aufgeführt.
Nach 1856 gehörten Mühlleithen und Winselburg zum Gerichtsamt Klingenthal und ab 1875 zur Amtshauptmannschaft Auerbach.
Durch die zweite Kreisreform in der DDR kam Mühlleithen im Jahr 1952 zum Kreis Klingenthal im Bezirk Chemnitz (1953 in Bezirk Karl-Marx-Stadt umbenannt), der 1990 als sächsischer Landkreis Klingenthal fortgeführt wurde und 1996 im Vogtlandkreis aufging. Am 1. April 1992 wurde Mühlleithen mit Winselburg nach Klingenthal eingemeindet. Heute ist Mühlleithen einer von drei Klingenthaler Ortsteilen im Sinne einer Ortschaft.

## Mühlleithen als Wintersport- und Erholungsort
Mühlleithen ist ein Wintersport- und Erholungsort, der schon in den 1920er Jahren durch Omnibuslinienverkehre erschlossen wurde. Schon 1924 gab es einen Wintersportverein. Der Bau einer Skisprungschanze in Winselburg (Große und kleine Vogtlandschanze) folgte 1933. Die Schule fungierte in den 1930er Jahren als „Musterschule“ in der Skilaufausbildung. Durch das Internationale Damenskirennen, seit 1965 in Klingenthal/Mühlleithen beheimatet, ist Mühlleithen in der internationalen Skisportwelt bekannt geworden. In den 2000er Jahren sind aufwendige Loipenbauten mit einer Brücke über die Bundesstraße 283 entstanden. Ein kurzer Skihang kann künstlich beschneit werden. Neben Ferienwohnungen und Privatunterkünften gibt es das Ferienhotel Mühlleithen.

## Öffentlicher Nahverkehr
Mühlleiten ist über die PlusBus-Linie 20 des Verkehrsverbunds Vogtland im Stundentakt mit Klingenthal, Auerbach sowie Rodewisch verbunden.

## Entwicklung der Einwohnerzahl
| Jahr | Einwohnerzahl |
| ---- | ------------- |
| 1834 | 66            |
| 1871 | 80            |
| 1890 | 130           |
| 1910 | 211           |

| Jahr | Einwohnerzahl |
| ---- | ------------- |
| 1925 | 200           |
| 1939 | 206           |
| 1946 | 201           |
| 1950 | 269           |

| Jahr | Einwohnerzahl |
| ---- | ------------- |
| 1964 | 206           |
| 1990 | 174           |

1910 war Mühlleithen unter den 69 Kommunen der Amtshauptmannschaft Auerbach auf Rang 63 der Einwohnerstatistik.

## Bilder

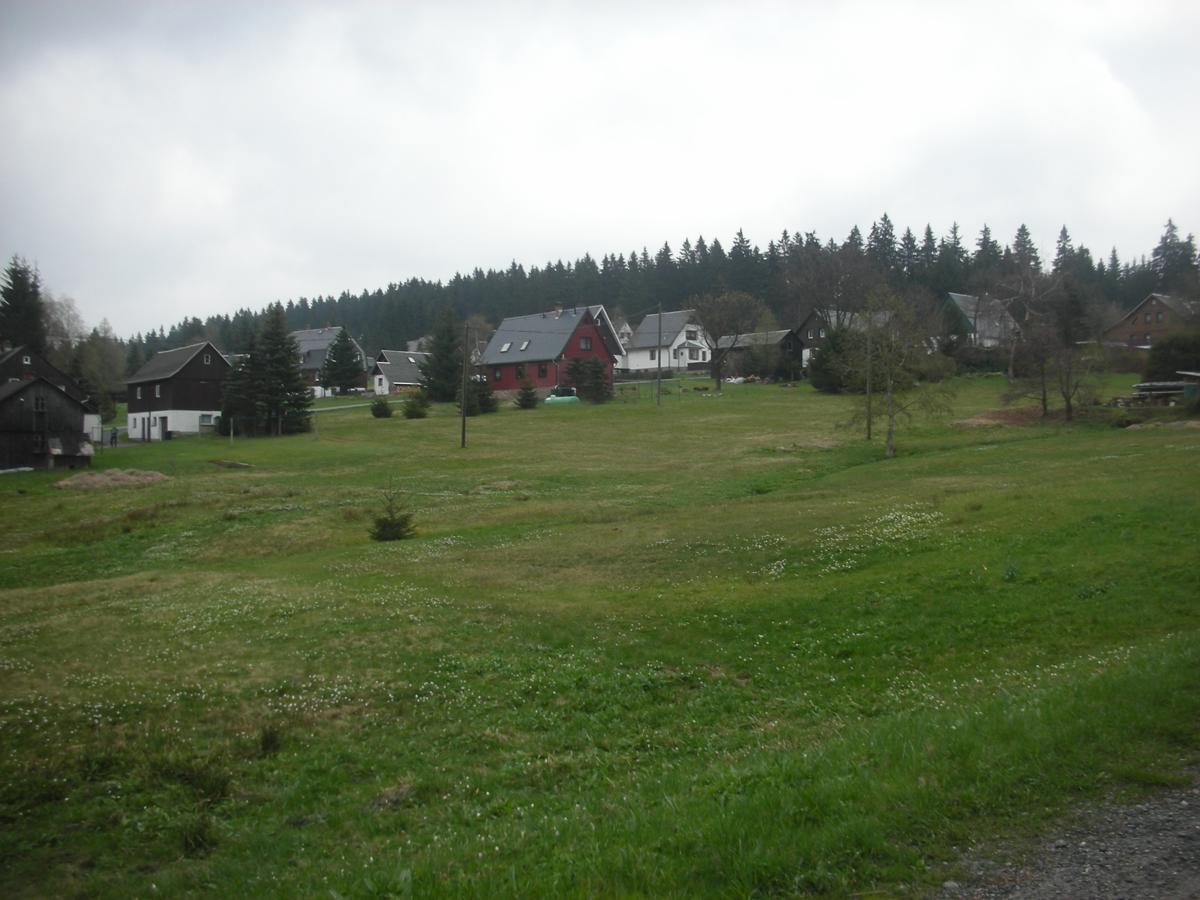
Ort
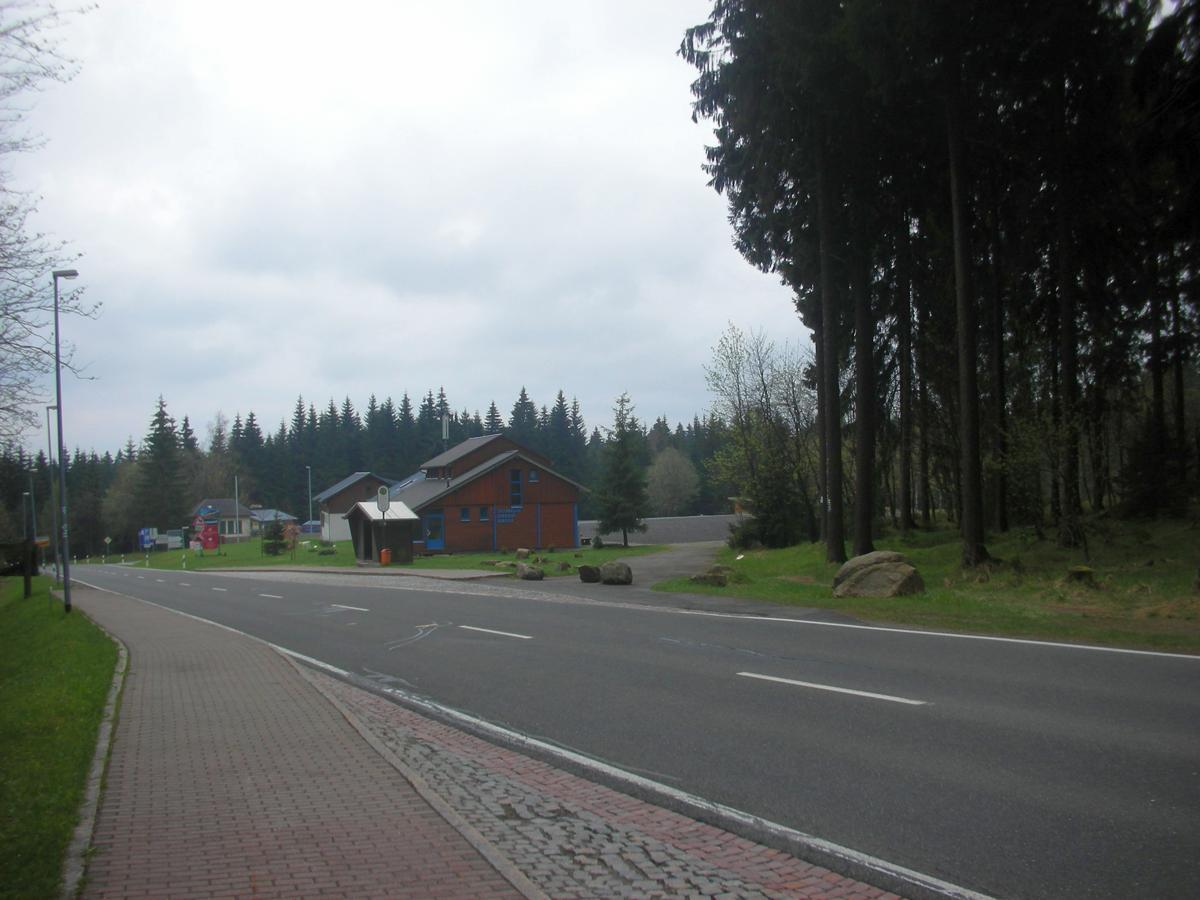
Parkplatz am Kiel
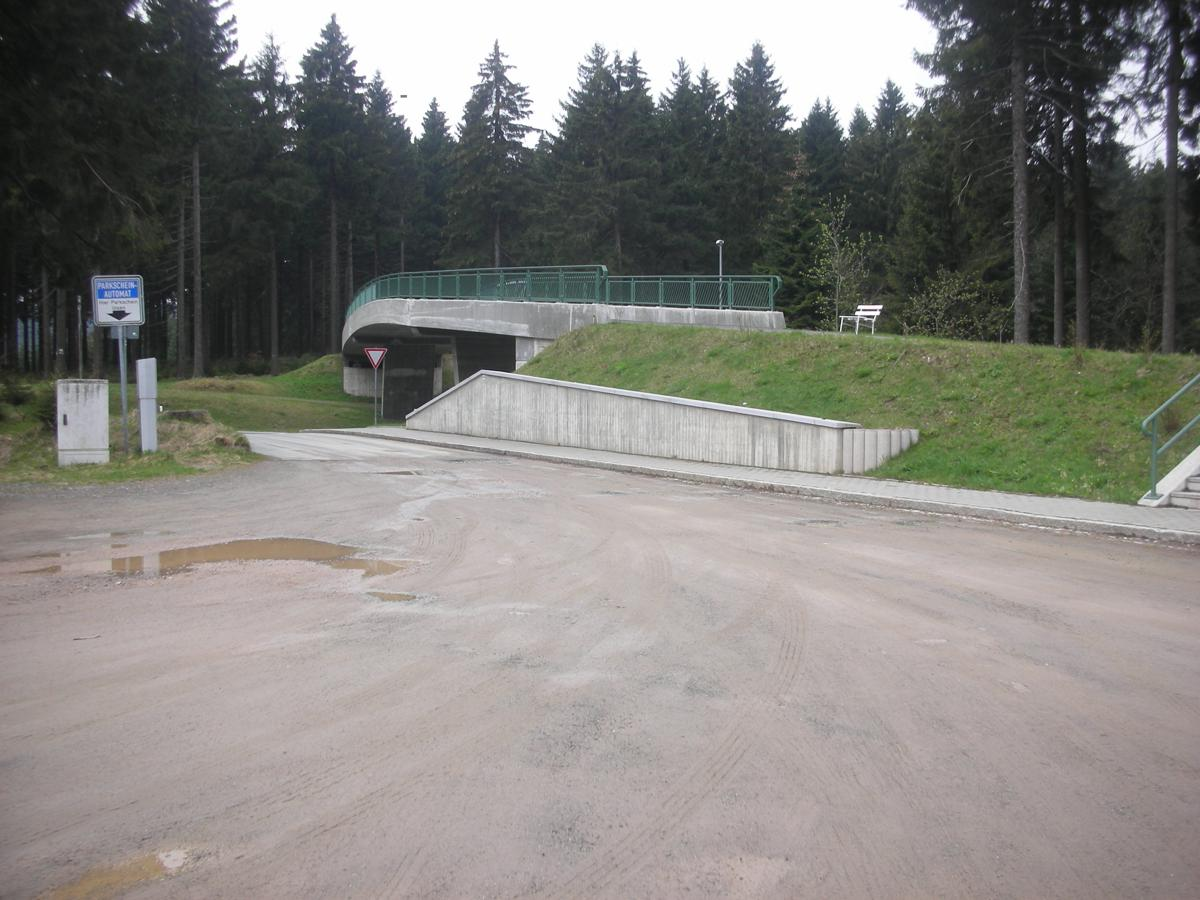
Skibrücke über die B 283
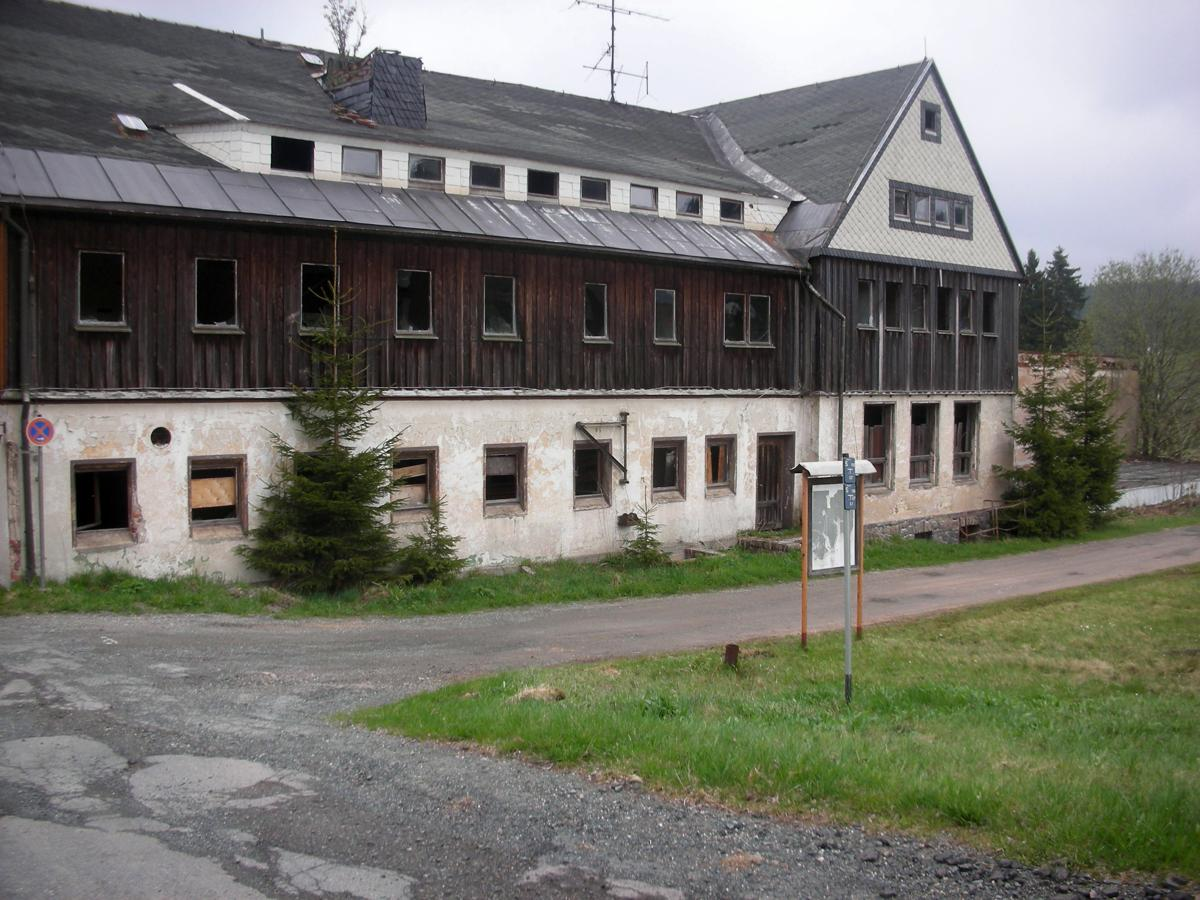
Ehemaliges Hotel Buschhaus
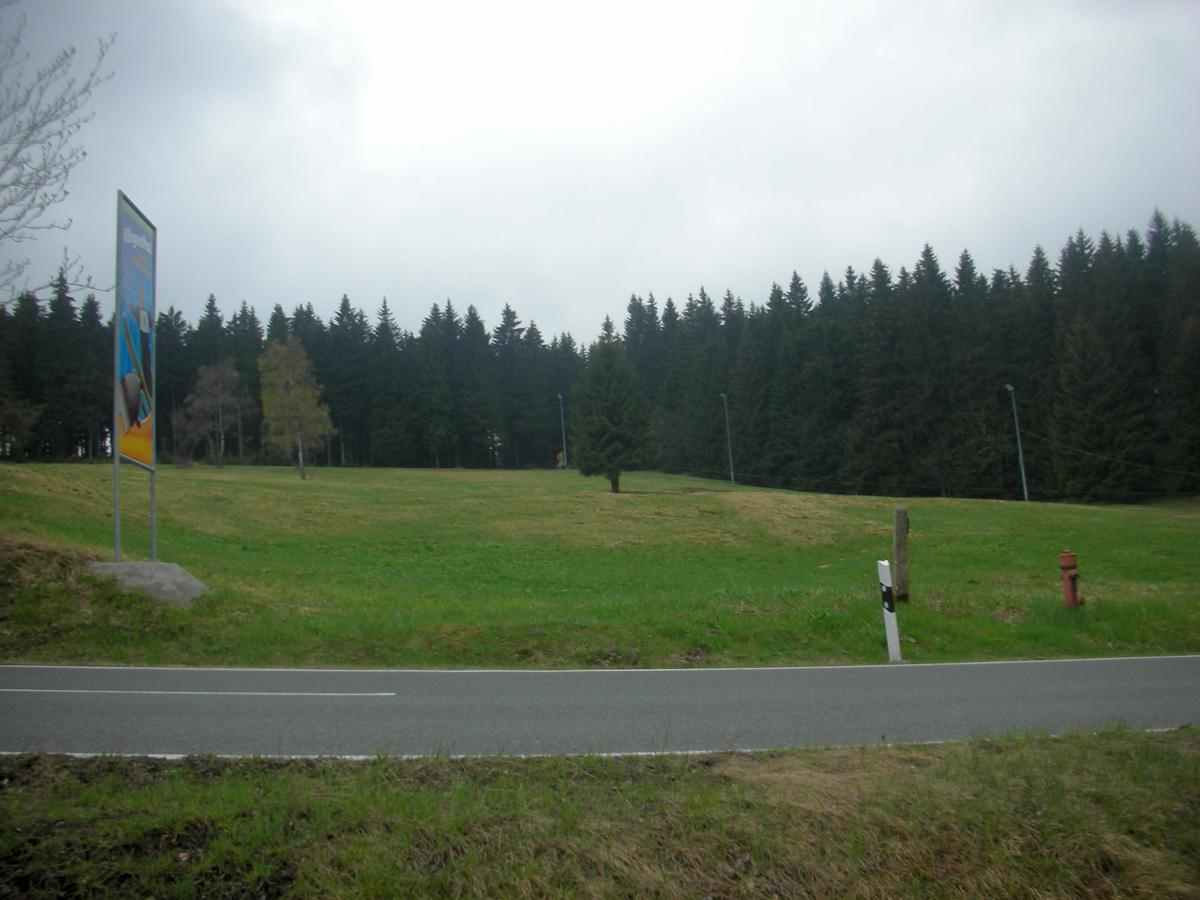
Lernskihang